# Virgilio Condarcuri
Virgilio Condarcuri (Siderno, 4 marzo 1925 – Siderno, 3 gennaio 2009) è stato un politico e partigiano italiano senatore della Repubblica Italiana nell'XI legislatura, eletto nelle file di Rifondazione Comunista.

## Biografia
Si iscrisse nel 1946 al Partito Comunista Italiano e partecipò da partigiano alla Resistenza. Nel dopoguerra fece parte della corrente più filo-sovietica del partito. Fu consigliere comunale a Siderno negli anni Settanta e Ottanta, segretario comunale nello stesso comune e poi dirigente regionale del PCI per la Calabria.
Contrario allo scioglimento del PCI, nel febbraio 1991 entrò a far parte del movimento per la Rifondazione Comunista, che nel dicembre dello stesso anno si unì a Democrazia Proletaria formando il Partito della Rifondazione Comunista, del quale fu presidente provinciale a Reggio Calabria. Fu eletto al Senato della Repubblica nel 1992-1994 (XI legislatura), rininciando a candidarsi nel 1994. Come senatore fece parte dell'11ª Commissione permanente (Lavoro, previdenza sociale)